# Communauté de communes des Coteaux de la Marne
La communauté de communes des Coteaux de la Marne est une ancienne communauté de communes française, située dans le département de la Marne et la région Grand Est.

## Historique
La Communauté de Communes des Coteaux de la Marne a été créée le 1er janvier 1997.
Conformément aux prévisions du schéma départemental de coopération intercommunale (SDCI) de la Marne du 30 mars 2016, la communauté de communes fusionne le 1er janvier 2017 avec les communautés des « Deux Vallées » (11 communes), de « la Brie des Étangs » (21 communes) et de huit des vingt-six communes d' Ardre et Châtillonnais pour créer la nouvelle communauté de communes des Paysages de la Champagne.

## Administration

### Liste des présidents
| Période | Période       | Identité             | Étiquette | Qualité |
| ------- | ------------- | -------------------- | --------- | ------- |
| ?       | décembre 2016 | Frédéric Charpentier |           |         |

### Siège
4 bld des Varennes, 51700 Dormans.

## Composition
Elle était composée de 14 communes, dont la principale est Dormans.
| Nom             | Code Insee | Gentilé       | Superficie (km2) | Population (dernière pop. légale) | Densité (hab./km2) |
| --------------- | ---------- | ------------- | ---------------- | --------------------------------- | ------------------ |
| Dormans (siège) | 51217      | Dormanistes   | 22,58            | 2 908 (2014)                      | 129                |
| Le Breuil       | 51085      | Breuillois    | 16,01            | 397 (2014)                        | 25                 |
| Champvoisy      | 51121      | Champvoisiens | 9,20             | 260 (2014)                        | 28                 |
| Courthiézy      | 51192      | Courthiéziens | 5,89             | 362 (2014)                        | 61                 |
| Festigny        | 51249      |               | 25,63            | 404 (2014)                        | 16                 |
| Igny-Comblizy   | 51298      |               | 40,74            | 395 (2014)                        | 9,7                |
| Leuvrigny       | 51320      |               | 8,00             | 349 (2014)                        | 44                 |
| Mareuil-le-Port | 51346      | Mareuillats   | 8,96             | 1 188 (2014)                      | 133                |
| Nesle-le-Repons | 51396      | Houlots       | 5,07             | 157 (2014)                        | 31                 |
| Œuilly          | 51410      | Houlot        | 9,30             | 610 (2014)                        | 66                 |
| Sainte-Gemme    | 51480      | Saint-Gemmois | 7,25             | 144 (2014)                        | 20                 |
| Troissy         | 51585      | Troissyats    | 15,46            | 864 (2014)                        | 56                 |
| Verneuil        | 51609      | Verneuillats  | 13,14            | 838 (2014)                        | 64                 |
| Vincelles       | 51644      | Vincellois    | 3,55             | 321 (2014)                        | 90                 |

## Compétences
Nombre de compétences exercées : 14.